# Skavsår

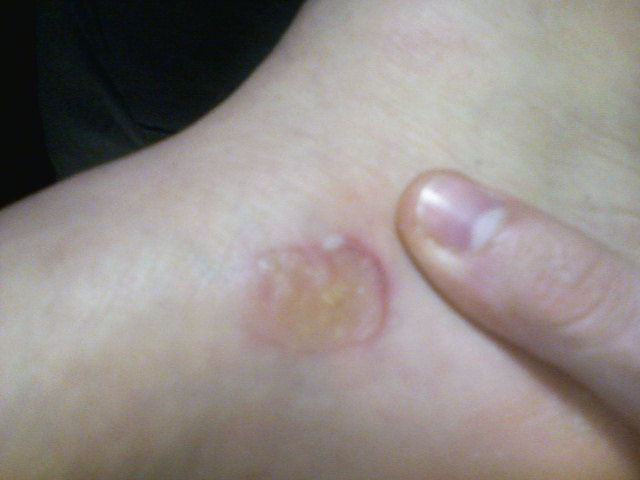
Skavsår.

Skavsår uppstår vid nötning som huden är ovan vid eller vid långvarig skavning. Skavsår är egentligen brännskador som uppstår av för stor friktion mellan huden och till exempel strumpor och skor.
Det går att förebygga genom att använda välsittande skor, tejpa eller smörja (till exempel med vaselin, Försvarets hudsalva eller andra produkter speciellt framtagna för att förebygga skavsår) speciellt känsliga och utsatta delar av fötterna. Det är viktigt att hålla såren rena. Blåsor bör inte punkteras eftersom den skyddar huden som håller på att bildas därunder, man skall inte heller riva av det döda skinnet innan den underliggande huden utvecklats. Det finns speciella plåster för ändamålet som andas och håller borta bakterierer och smuts.